# María José (álbum de María José Castillo)
María José es un EP de María José Castillo, publicado en 2008 por Sony BMG Latin América. Ha sido certificado Oro por la venta de cinco mil copias. A menudo se considera sólo como un EP, ya que sólo cuenta con seis pistas y no tiene la longitud suficiente como para ser un álbum. A veces se considera como un álbum, aunque "María José" es un EP. 
María José fue lanzado a la venta el 26 de noviembre a causa de la terminación del álbum antes de lo esperado. El álbum fue creado originalmente para ser lanzado sólo en Costa Rica y luego hacer un álbum de mayor longitud y ponerlo a la venta en más países, pero más tarde fue puesto en otros países.
El álbum es sobre todo un álbum de covers, que abarca cuatro de sus canciones interpretadas en Latin American Idol, pero tiene dos canciones que fueron escritas para la cantante y ex-rival Margarita Henríquez. El álbum, junto con el álbum Margarita Henríquez, ha tenido éxito en su país de origen, pero fue un fracaso a nivel internacional. Pero más tarde en diciembre, el álbum tiene más promociones de otros países, y las ventas fueron mejor.
El álbum ha tenido mucho éxito para Sony BMG Latin América, el 8 de diciembre de 2008, Sony BMG le anunció María José Castillo y al público que el álbum había vendido 5.000 y tiene una certificación de oro. El álbum se lanzó el 26 de noviembre de 2008 en Costa Rica, 28 de noviembre en Nicaragua y Panamá, el 30 de noviembre en Colombia y Venezuela, y el 1 de diciembre en el resto de América Latina.

## Canciones
1. A Puro Dolor (cover de Son By Four)
2. ¿A Quién Le Importa? (Cover de Thalía)
3. Dame Un Beso (cover de Yuri)
4. Hijo De La Luna (cover de Mecano)
5. Abre Tu Corazón (inédito de Sebastian Mellino - Luis "Darta" Sarmiento)
6. Vuela (inédito de Sebastian Mellino - Luis "Darta" Sarmiento)

## Sencillos
- Abre Tu Corazón: es el sencillo promocional principal del álbum. Tuvo la posición número 3 en el gráfico principal de Costa Rica, por lo que es el sencillo más alto y el debut en el cuadro de la artista costarricense. No hay video musical producido para la canción, aunque sólo la liberación de radio hizo el álbum obtener la certificación como el oro, vendiendo 5.000 copias.
- Vuela: la canción no tuvo tanto éxito como primer sencillo del álbum, aunque tuvo un éxito moderado en América Latina, principalmente en Costa Rica. Alcanzó el puesto número 15 en la carta de radio de Costa Rica, aunque no llegó a la gráfica principal. No hay video musical producido y no hay ningún CD sencillo fue lanzado.

## Tabla de posiciones
El álbum fue un gran éxito en Costa Rica. Hasta la fecha, el álbum solo ha trazado en varias listas de menores en Costa Rica y también algunas cartas alcalde en el mismo país. El álbum fue lanzado también en otras zonas de América Central. María José Castillo dijo que iba a lanzar un álbum más grande que se lanzara con anuncios promocionales y videos musicales.
- Datos: Q6004028